# XXIIIe corps (armée de l'Union)
Le XXIIIe Corps est un corps d'armée de l'armée de l'Union pendant la guerre de Sécession. Il sert sur le théâtre occidental au sein de l'armée de l'Ohio.
Le corps est organisé en avril 1863, par ordre du commandant de département, E. Ambrose Burnside. Avec l'ancien IX corps de Burnside, qui a été envoyé à l'ouest avec lui, après Fredericksburg, il lui faut maintenir une position principalement défensive dans l'est du Tennessee et du Kentucky. Il se compose initialement de deux divisions, sous le commandement du général George L. Hartsuff.
Le corps joue un rôle majeur au cours de la campagne de Knoxville, sa première action d'envergure, se distinguant lors des batailles de Campbell's Station et de Knoxville, et prend part également à quelques petites actions au début de 1864. Pendant ce temps, il est commandé par le major général Mahlon D. Manson.
L'armée de l'Ohio rejoint William T. Sherman pour la campagne d'Atlanta ce printemps là. Le IX corps est détaché et renvoyé pour rejoindre l'armée du Potomac, de sorte que l'« armée » est entièrement composée du XXIII corps, désormais commandée par John M. Schofield. Il sert habilement sans être remarquable tout au long de la campagne.
À l'automne de 1864, il est envoyé au nord pour contrer la campagne de Franklin-Nashville de John B. Hood, et il participe à beaucoup de combats lors de la bataille de Franklin, mais il est mis en réserve à Nashville.
Après cette campagne, le corps est envoyé à l'est pour servir dans le département du Sud ; il prend part à la capture du fort Fisher et la capture de Wilmington, en Caroline du Nord (le dernier port ouvert du Sud). Pendant ce temps, il est commandé par le major général Jacob D. Cox. Le corps rejoint ensuite à l'armée de Sherman lors de la campagne des Carolines, et est dissous en août 1865.

## Historique des commandements
| George L. Hartsuff | 28 mai 1863 - 24 septembre 1863      |
| Mahlon D. Manson   | 24 septembre 1863 - 20 décembre 1863 |
| Jacob D. Cox       | 20 décembre 1863 - 10 février 1864   |
| George Stoneman    | 10 février 1864 - 4 avril 1864       |
| Jacob D. Cox       | 4 avril 1864 - 9 avril 1864          |
| John Schofield*    | 9 avril 1864 - 31 mars 1865          |
| Jacob D. Cox       | 31 mars 1865 - 17 juin 1865          |
| Thomas H. Ruger    | 17 juin 1865 - 27 juin 1865          |
| Samuel P. Carter   | 27 juin 1865 - 1er août 1865         |

* Cox commande brièvement du 26 au 28 mai 1864 et du 14 septembre au 22 octobre 1864.